# Трогоноптера Брука
Трогоноптера Брука (лат. Trogonoptera brookiana) — крупная дневная бабочка из семейства Парусников. Видовое название дано в честь сэра Джеймса Брука.

## Описание
Размах крыльев 10—17 см. Самка немного крупнее или одного размера с самцом.
Основной фон крыльев самца — бархатисто-чёрный; самки — буро-коричневый. Передние крылья самца несут на себе треугольные зубчатые пятна яркого зелёно-салатового цвета. Такого же цвета центральное поле на задних крыльях.
У самки на вершине крыла, верхние три зелёных пятна заменены на белое напыление по бокам жилок крыла. Окраска самих зелёных пятен менее яркая, с небольшим золотисто-желтоватым оттенком. На нижних крыльях находятся светло-зелёные и кремовые пятна.

## Ареал
Полуостров Малакка, Калимантан, Суматра, Малайзия.

## Подвиды
- T. brookiana albescens
- T. brookiana mollumar
- T. brookiana trogon
- T. brookiana jikoi
- T. brookiana mariae
- T. brookiana toshikii
- T. brookiana cardinaali
- T. brookiana natunensis
- T. brookiana brookiana
- T. brookiana haugumei

## Кормовое растение гусениц
Aristolochia foveolata

## Замечания по охране
Занесен в перечень чешуекрылых экспорт, реэкспорт и импорт которых регулируется в соответствии с Конвенцией о международной торговле видами дикой фауны и флоры, находящимися под угрозой исчезновения (СИТЕС).
Успешно разводится на специальных фермах для нужд коллекционеров.